# Réjane Desvignes
Réjane Desvignes (* 16. Oktober 1969 in Genf als Réjane Dreifuss) ist eine Schweizer Autorin, Dramaturgin und Produzentin.

## Leben
Réjane Desvignes studierte Wirtschafts- und Sozialgeschichte an der Universität Genf, arbeitet als Wissenschaftlerin ab 1995 am Genfer Institut für Sozial- und Präventivmedizin, danach am Institut für Suchtforschung in Zürich. Sie ist als Autorin für Rundfunk, Film und Theater sowie als Übersetzerin und Dramaturgin tätig. Sie übernahm 1998 eine Rolle in Igor Bauersimas Forever Godard im Theaterhaus Gessnerallee. Gemeinsam gründeten sie 1999 die Produktionsfirma Sonimage und arbeiten seitdem zusammen. Als Darstellerin war sie auch in Future Bodies (1998) und Making off von Igor Bauersima (1999, 3sat) zu sehen.

## Werke
| Theaterstücke - Factory, Koautorin (2001, U: Theaterhaus Gessnerallee Zürich) - Tattoo, Koautorin (2002, U: Düsseldorfer Schauspielhaus) - Futur de Luxe, Koautorin (2002, U: Schauspielhaus Hannover) - Film, Koautor (2003, U: Hannover Schauspielhaus) - Bérénice de Molière, Koautorin (2004, U: Burgtheater Wien – 1. Teil der Trilogie 1670) - Schwarz & Weiss, (fr. Original: BlackWhite, 2004, U: Düsseldorfer Schauspielhaus) - Lucie de Beaune, Koautorin (2005, U: Schauspielhaus Zürich – 2. Teil der Trilogie 1670) - Boulevard Sevastopol, Koautorin (2005, U: Burgtheater Wien) - Den Tod im Nacken, Koautorin (2009, U: Uto Kino Zürich) - Black White, Koautorin (2009, U: Uto Kino Zürich) - Jackpot, Autorin (2011, U: Wiener Kammerspiele) | Tanztheater - Love, hate, reason & me, Text und Dramaturgie, Gisela Rocha Company, «Tanzströmungen – festival for contemporary dance» (2003, Uraufführung im ewz-Unterwerk Selnau. Zürich) Hörspiele - Tattoo, Koautorin (2003, U: Deutschlandradio) - Ich werde auf eure Gräber spucken, Koautor (2004, U: Deutschlandradio), Hommage an Boris Vian Drehbücher - Son image d'eux, Koautorin (2000, Spielfilm) - Un regard sur deux, Koautoin (2003, Spielfilm) - Walking home, Koautorin (2008, Spielfilm) |